# Vicchio

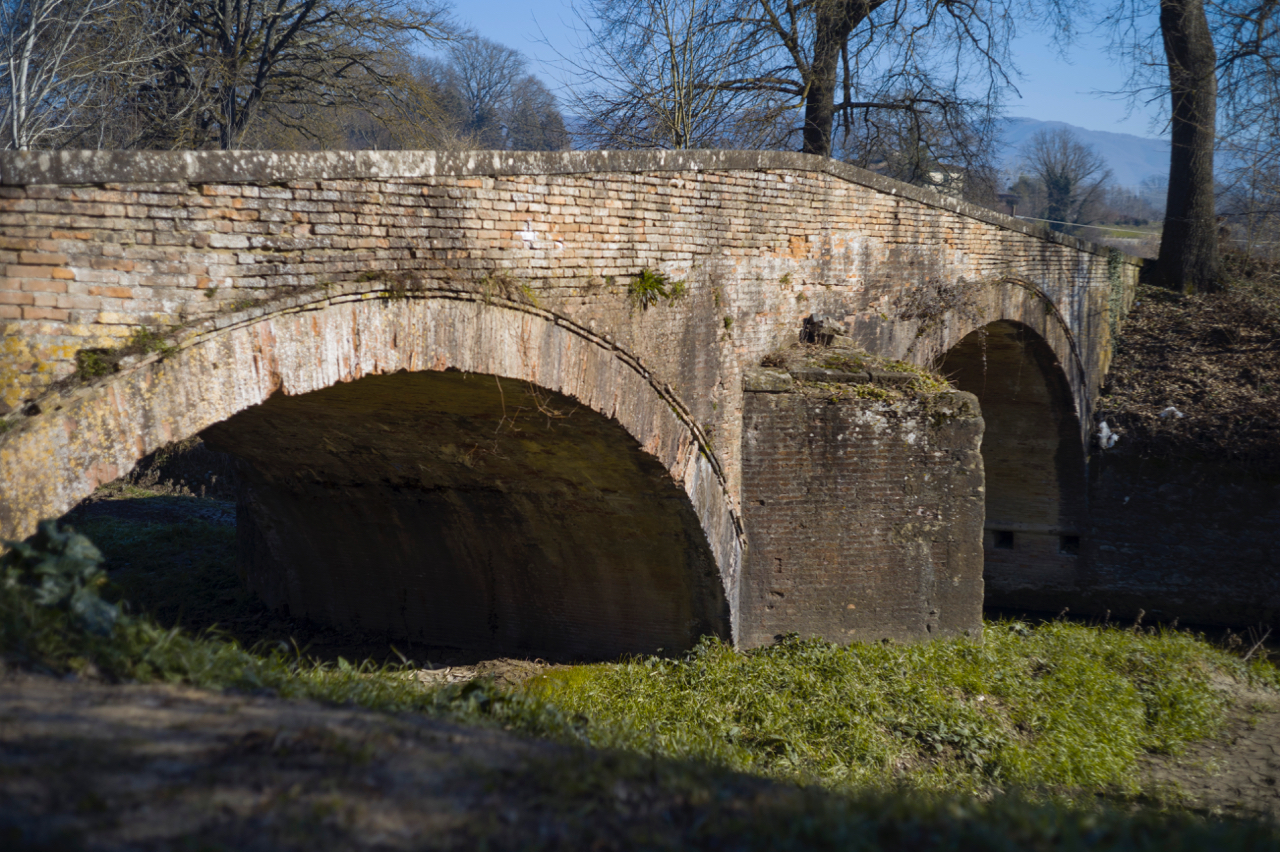
Ponte di Ragnaia detto di Cimabue (foto Massimo Battista)

Vicchio, è un comune italiano di 8 121 abitanti della città metropolitana di Firenze, situato nella valle del Mugello, in Toscana.

## Geografia fisica
- Classificazione sismica: zona 2 (sismicità medio-alta), Ordinanza PCM 3274 del 20/03/2003
- Classificazione climatica: zona E, 2137 GG
- Diffusività atmosferica: media, Ibimet CNR 2002

## Storia
Vicchio è la patria di due pittori che hanno fatto grande l'arte figurativa: Giotto e il Beato Angelico. La casa natale di Giotto sul colle di Vespignano è meta ogni anno di numerosi visitatori. Nel 2001 sono stati festeggiati i 100 anni della posa in opera della statua del pittore nella piazza omonima nel centro del paese.

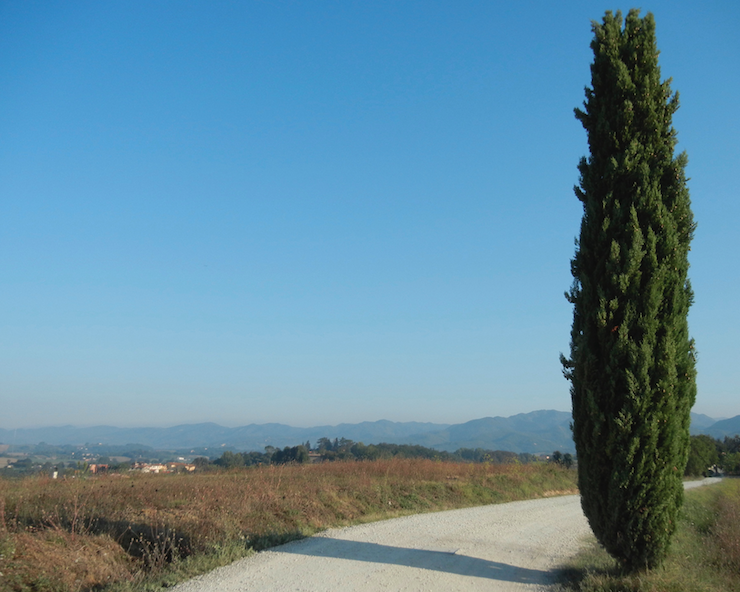
Il caratteristico Cipresso di Montelleri, frazione nei pressi dell'omonimo Lago.

Tra il 1559 e il 1571, a Vicchio soggiornò saltuariamente Benvenuto Cellini. Nella casa che fu dell'orafo e scultore, c'è oggi una scuola di oreficeria, in cui si tengono anche mostre.

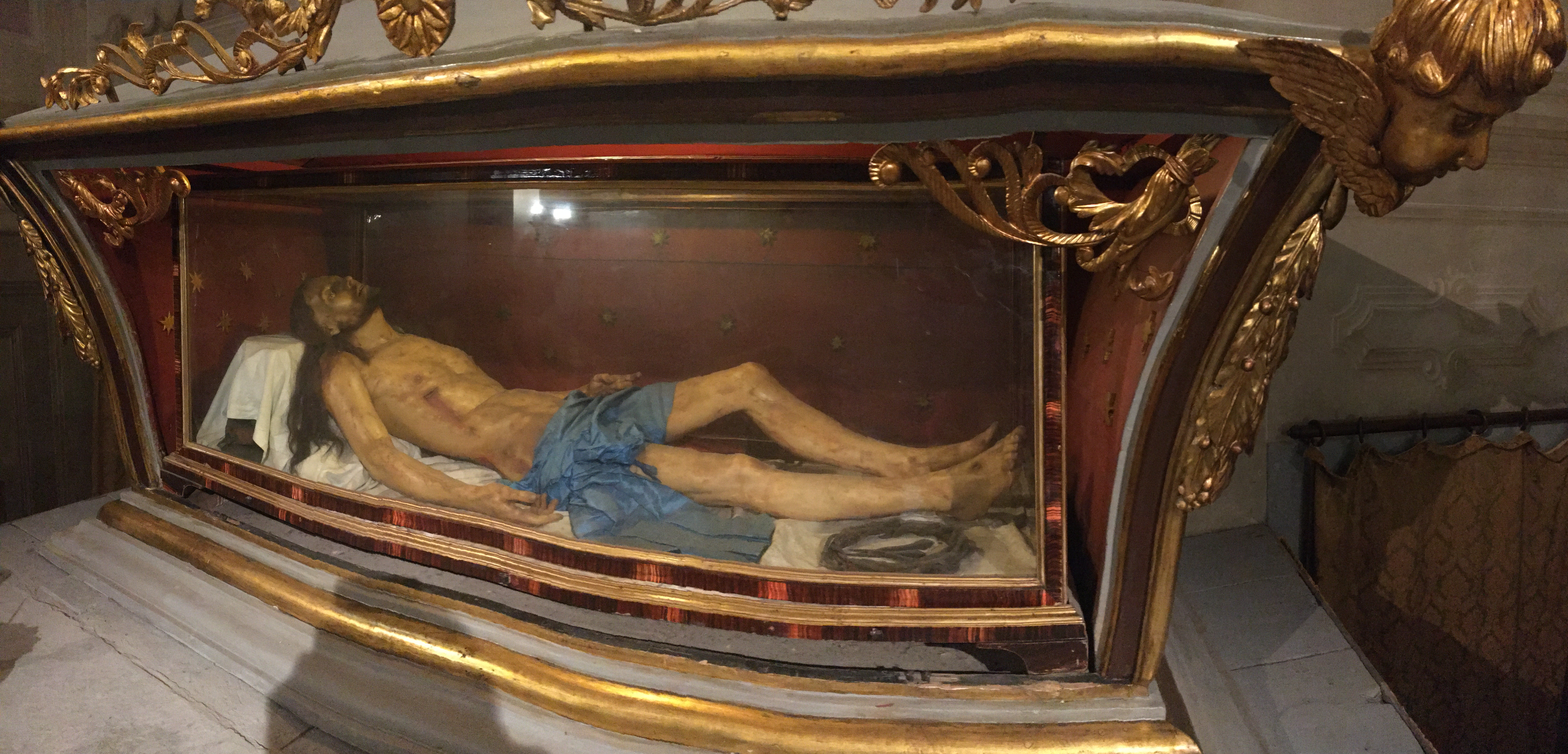
Il Cristo in cera realizzato dal maestro ceraiolo de' La Specola fiorentina nel 1798 ed esposto sopra l'altare dell'oratorio della Misericordia di Vicchio

Al plebiscito del 1860 per l'annessione della Toscana alla Sardegna i "sì" non ottennero, anche se di poco, la maggioranza degli aventi diritto (1154 su totale di 2772), sintomo dell'opposizione all'annessione.
Nel 1901 Giosuè Carducci, spesso ospite della famiglia nobile dei Giarrè Billi nella frazione di Pilarciano, fu il presidente del comitato che portò all'erezione della statua di Giotto, nella piazza centrale del paese.

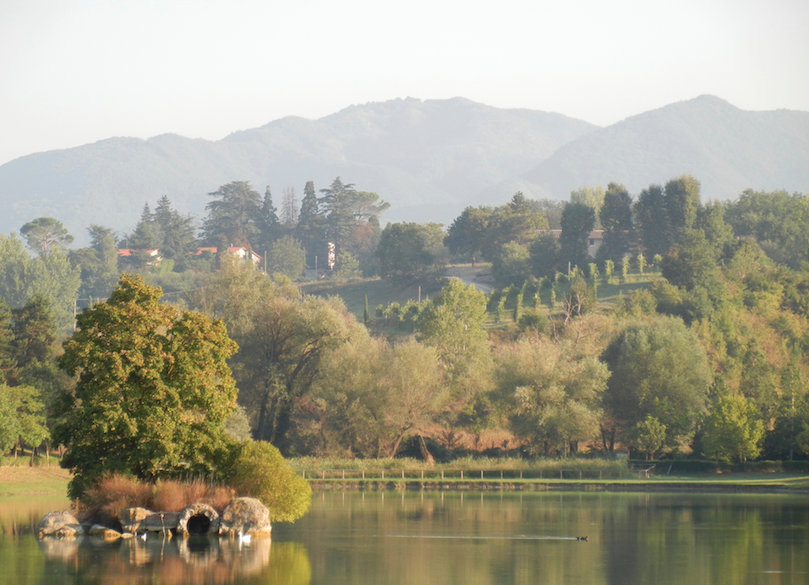
Vista sul Lago di Montelleri. In primo piano il piccolo isolotto sul lago.

Vicchio fu l'epicentro del terremoto del 29 giugno 1919, uno dei maggiori sismi italiani del XX secolo: la scossa ebbe magnitudo 6,2. Il comune, su 1500 abitazioni esistenti, ne vide andare distrutte 700, con altre 500 danneggiate al punto tale da non consentire l'abitabilità. Le vittime furono oltre cento, relativamente poche rispetto alle migliaia di senzatetto: il terremoto avvenne infatti verso le tre del pomeriggio, dopo alcune scosse di preavviso, in una zona e in una stagione in cui la componente rurale, maggioritaria, era impegnata a lavorare nei campi. In quell'occasione caddero anche le mura cittadine e tre delle sei torri. Due di quelle rimaste, la Torre di levante e la Torre di ponente (quelle maggiori) vennero fatte crollare dall'esercito tedesco, durante la sua ritirata. Resta soltanto la torre Cerchiai, visibile da Piazza della Vittoria.
Il 6 marzo 1944 Vicchio fu occupata dai partigiani che procedettero alla cattura e all'esecuzione di diversi simpatizzanti fascisti.
Il conseguente rastrellamento effettuato da militi della RSI il 12 marzo 1944 portò alla cattura di diversi renitenti alla leva. Tra cui, oltre ad alcuni giovani contadini del posto, un aviere sardo che si era rifugiato presso la famiglia di uno di loro, nei pressi di Gattaia.
I cinque, cosiddetti martiri del Campo di Marte, furono giustiziati il 22 marzo 1944, con l'accusa di renitenza alla leva dalla Banda Carità; essi, tutti ventunenni, si chiamavano Leandro Corona, Ottorino Quiti, Antonio Raddi, Adriano Santoni e Guido Targetti. Il 25 aprile 2008 sono stati insigniti della Medaglia d'oro al Valor Civile dal Presidente della Repubblica Giorgio Napolitano.. A ricordo è stata posta una targa in un circolo ricreativo fuori dal paese, in località Caselle.

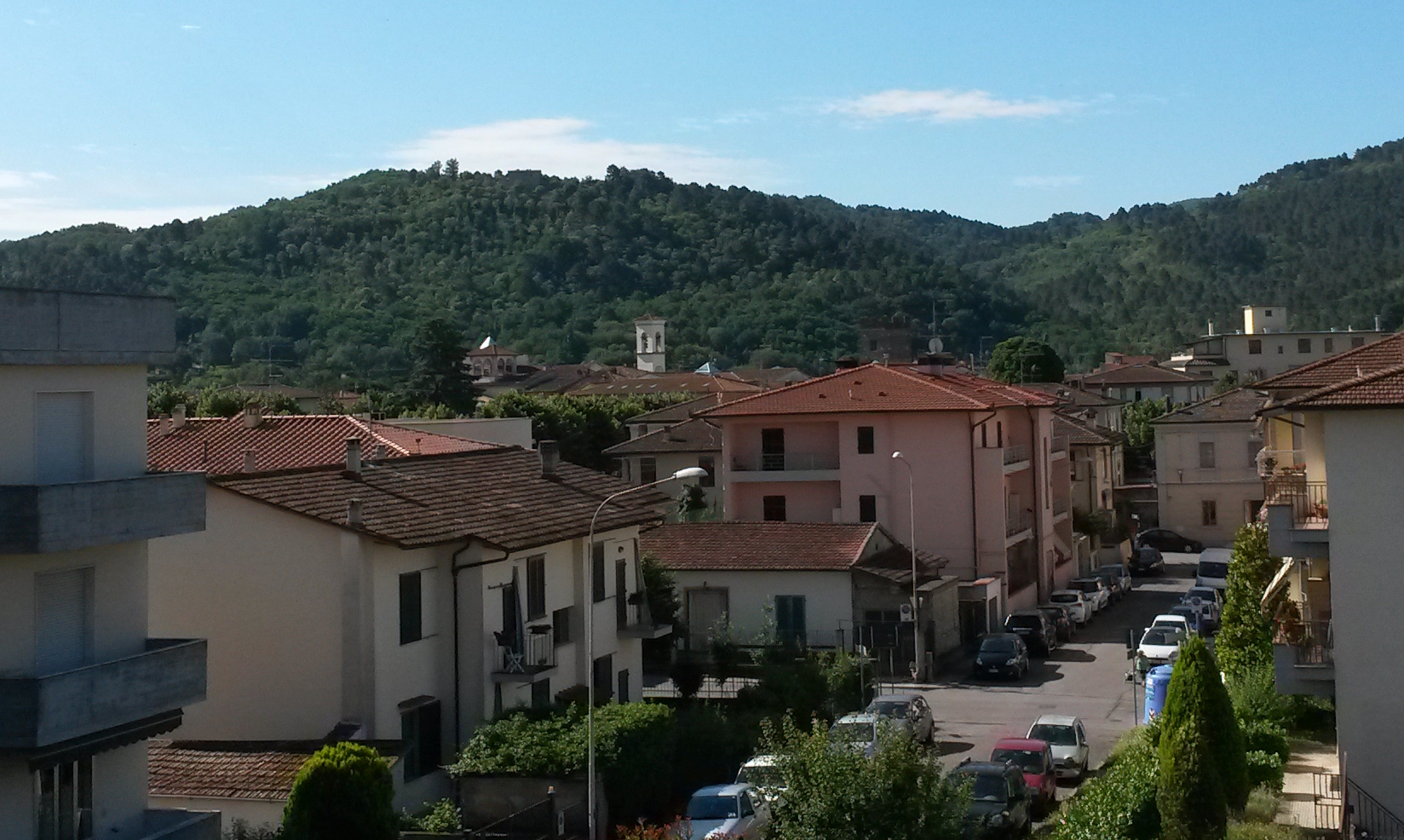
Vista su Vicchio con il campanile in lontananza. Sullo sfondo Montesassi.

Tra i momenti più tragici della storia vicchiese si ricorda l'eccidio nazista di Padulivo, avvenuto tra il 10 e l'11 luglio 1944, quando le milizie tedesche, per rappresaglia contro l'assassinio di un loro commilitone per mano partigiana, uccisero 15 persone: Pietro Bastianelli, Mario Banchi, Valeriano Calzolai, Attilio Fibbi, Aldo Galardi, Antonio Gabellini, Maria Giudici, Renzo Gottardi, Annibale Landi, Aurelio Menicucci, Giovacchino Parigi, Renato Poggiali, Nello Santoni, Ettore e Nello Zagli.
Nella piccola frazione di Barbiana visse e operò don Lorenzo Milani, dopo la decisione della Curia di trasferirlo in quanto scomodo. Intellettuale raffinato, sensibile ai problemi dell'educazione, s'impegnò per l'elevazione culturale dei ceti meno abbienti, insegnando a figli di contadini che avrebbero dovuto invece lavorare. Il suo lavoro quotidiano e la sua produzione letteraria sconcertò e stimolò il dibattito pedagogico degli anni sessanta.
Il nuovo Museo di Arte Sacra e Religiosità Popolare Beato Angelico, inaugurato nel giugno del 2000, è il frutto di un lavoro e di un impegno che affonda le radici negli anni sessanta del XX secolo, quando nei locali del Palazzo Comunale si cominciarono a raccogliere oggetti artistici che si consideravano da salvare, perché destinati ad una lenta distruzione oppure perché sottoposti ai furti sempre più frequenti.
Il Museo si inserisce nel progetto di Museo Diffuso che interessa il Mugello, l'Alto Mugello e la Val di Sieve. 
Di fronte al museo è collocato il monumento bronzeo a Beato Angelico dello scultore Sergio Benvenuti: Beato Angelico è ritratto in abiti dominicani, in posizione eretta, con lo sguardo rivolto verso l’alto mentre stringe al petto la tavolozza, la squadra e i pennelli. È una replica dell'artista, con leggere varianti, della statua già eseguita per la Basilica di San Marco a Firenze.

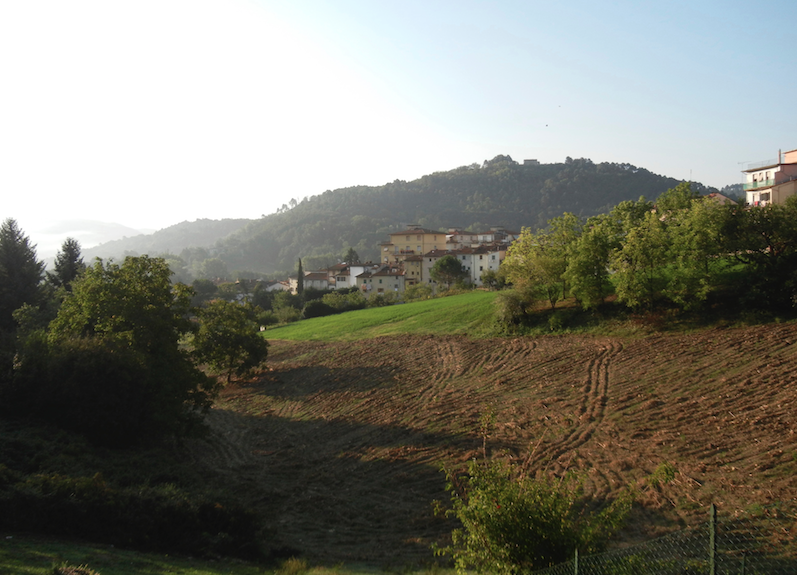
Immagine scattata da Via de Macelli verso via Cavour detta "il Sodo".

Gli importanti scavi etruschi di Poggio Colla, condotti da alcune università americane sotto la direzione del professor Gregory Warden sono visitabili durante la campagna di scavo nei mesi di giugno e luglio.
Vicchio, attraverso la frazione Gattaia, è collegato alla località Madonna dei Tre Fiumi, in frazione Ronta nel Comune di Borgo San Lorenzo, da una strada detta "Panoramica", che passa dalla località Il Pozzo (Ronta). Dalla "Panoramica" è possibile godere di fantastiche visuali su gran parte del Mugello. Dalla frazione Gattaia, appartenente a questo comune, si può raggiungere il Monte Verruca.
Infine dal Monte Verruca si può raggiungere il monte Castellina su cui è stato costruito un piccolo rifugio.
Vicchio salì alla ribalta della cronaca nera negli anni ottanta: dal 1978 nella comunità del Forteto si verificarono casi di molestie sessuali e pedofilia sugli ospiti accolti, mentre il 29 luglio 1984 si consumò il settimo duplice omicidio del Mostro di Firenze ai danni dei giovanissimi Claudio Stefanacci e Pia Gilda Rontini (nipote del pittore macchiaiolo vicchiese Ferruccio Rontini).

## Monumenti e luoghi d'interesse

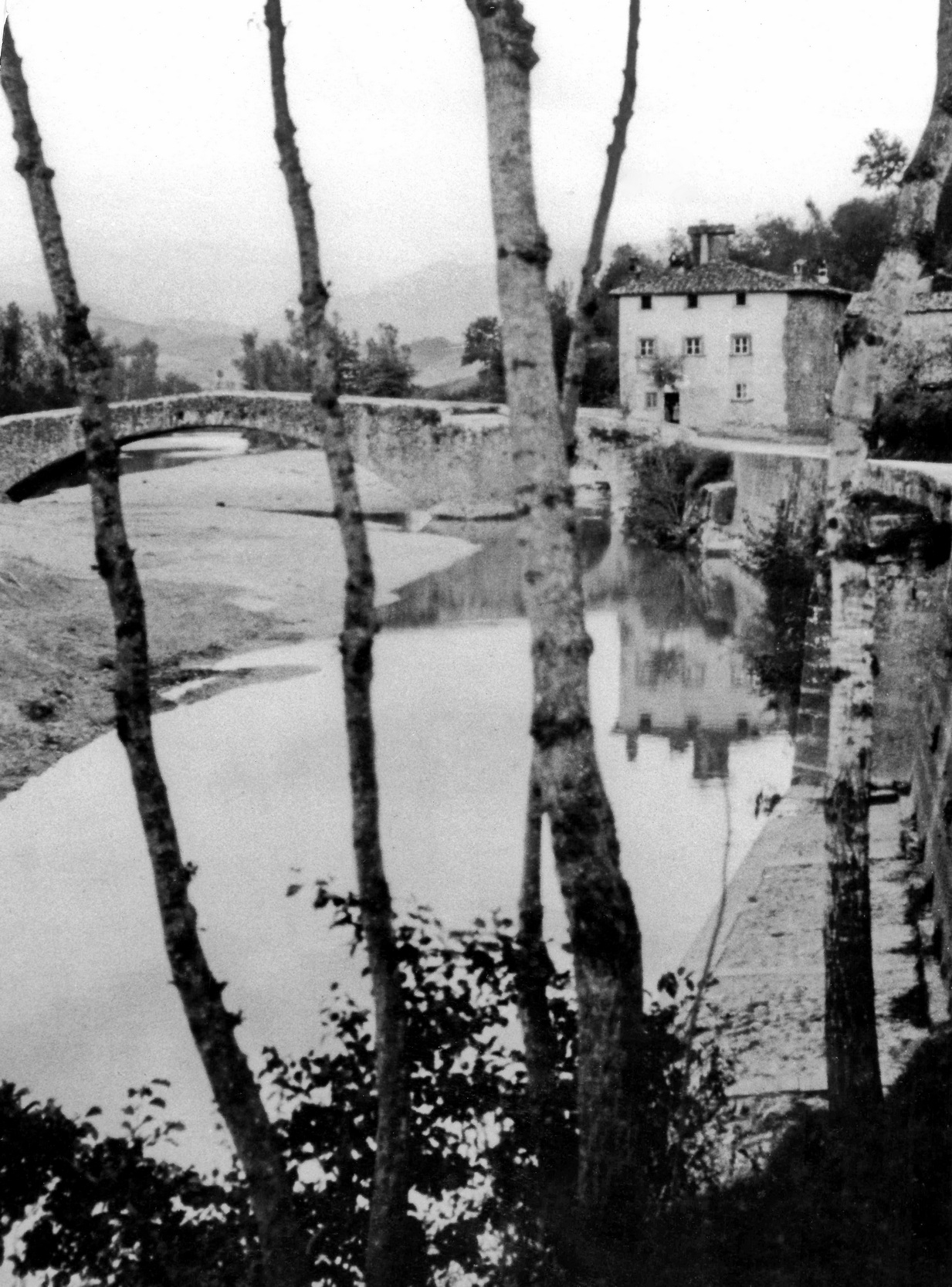
Ponte a Vicchio sul fiume Sieve nel 1904

### Architetture religiose
- Pieve di San Giovanni Battista, risale al 1447 circa e all'epoca, in questa zona, c'era solo un oratorio. Prima del 1220 esisteva la Pieve di Santo Stefano a Botena nella località Ginestra, vicino alla Sieve. Da questa ebbe origine la pieve di Vicchio che, in un primo tempo, fu alle dipendenze della chiesa di San Cassiano in Padule e poi divenne pieve di San Giovanni Battista. Nel XVI secolo fu trasformata, poi ampliata, ebbe forma di croce greca con piccola cupola centrale, tre navate e un campanile quadrato. Nel 1909 Galileo Chini la decorò all'interno, poi fu quasi distrutta dal terremoto del 1919 e in seguito fu restaurata ed ampliata. La sua facciata ha uno stile toscano ed è abbellita da un portico rinascimentale.
- Chiesa di San Bartolomeo a Molezzano, risale al XII secolo e nel 1336 di essa faceva parte il popolo della chiesa di San Martino a Pagliariccio, andata distrutta. Anche la chiesa di San Bartolomeo a Molezzano nel 1536 fu quasi rovinata per un'alluvione, per cui fu ricostruita nel 1568 in un luogo più elevato.
- Chiesa di San Cassiano in Padule, fu ricostruita sui resti della chiesa distrutta dal terremoto del 1919, dedicata a San Cassiano, della quale rimasero solo l'abside e la cripta.
- Chiesa di San Michele a Rupecanina, fu sotto il patronato dei conti Guidi che avevano qui il castrum di Ripa canina o Rabbia canina. Della chiesa si ha memoria fino dal 1333, epoca della quale essa conserva tre mensoline.
- Chiesa di San Cristoforo, di cui si fa menzione nella bolla di Pasquale II nel 1103 e in quella di Innocenzo II nel 1134.
- Badia di Santa Maria a Bovino, è comunemente chiamata con il titolo di Badia per essere appartenuta, dalla metà dell'XI secolo, ai monaci di San Miniato al Monte che la cedettero nel 1379 al vescovo di Firenze.
- Oratorio di San Filippo Neri (o Cappella della Misericordia), costruito agli inizi del XVII secolo, fu prima oratorio della Compagnia del Santissimo Sacramento e del Gesù Morto e, dal 1910, della Venerabile Confraternita di Misericordia di Vicchio. All'interno della Cappella è conservato in una teca di cristallo un pregevole Cristo in cera, opera del maestro ceraiolo esperto in cere anatomiche Clemente Susini del museo La Specola di Firenze. I Confratelli, una volta prelevato il Cristo in cera dal Susini e prima di essere trasportato a Vicchio vollero impreziosirlo con una benedizione solenne impartita dalla mani del Papa Pio VI che si trovava presso la Certosa di Firenze in prigionia.
- Chiesa di San Martino a Vespignano, ricordata già dal 1218, sorge nel punto più elevato dell'antico castello di Vespignano. Patroni della chiesa furono il vescovo di Firenze e la famiglia Risaliti.
- Cappella della Bruna, testimonia del culto secolare tributato nel Mugello al beato Giovanni Bruni, nato a Vespignano nel 1234 e morto a Firenze nel 1331.
- Chiesa di San Martino a Viminiccio, documentata per la prima volta in un diploma imperiale del 1024. Nel XV secolo furono patroni della pieve i Nuti, a cui successero i Tani, quindi i Baldinotti e i Comparini.
- Chiesa di Sant'Andrea a Barbiana, deve la sua fama alla memoria di don Lorenzo Milani, parroco di Barbiana fino al 1967, che qui ebbe la sua scuola, centro di diffusione del suo innovativo messaggio educativo.
- Chiesa di Santa Maria a Vezzano
- Chiesa di Santa Felicita al Fiume di Gattaia
- Chiesa di San Donato al Cistio[10].

### Architetture civili
- Ponte di Ragnaia, detto "ponte di Cimabue", situato nei pressi della statale 551 e poco distante da Vespignano. L'attuale struttura risale al cinquecento e ha sostituito il precedente ponte medioevale, dove, secondo la leggenda, avvenne l'incontro tra Cimabue e il pastorello Giotto intento a disegnare una pecora[11].
- Torre dei Cerchiai, ricostruita dopo il terremoto del 1919 ma dotata di una struttura di origini medievali, è uno dei rari esempi di torre a base pentagonale.

#### Teatri
- Teatro Giotto

## Società

### Evoluzione demografica
Abitanti censiti

### Etnie e minoranze straniere
Secondo i dati ISTAT al 31 dicembre 2022 la popolazione straniera residente era di 621 persone. Le nazionalità maggiormente rappresentate in base alla loro percentuale sul totale della popolazione residente erano:
- Albania 132 1,64%
- Romania 57 0,71%
- Perù 48 0,59%
- Nigeria 47 0,584%

## Infrastrutture e trasporti
Vicchio dispone di una propria stazione ferroviaria ubicata sulla linea Pontassieve - Borgo San Lorenzo, mentre il trasporto pubblico su gomma è svolto da Autolinee Toscane.

## Amministrazione
Di seguito è presentata una tabella relativa alle amministrazioni che si sono succedute in questo comune.
| Periodo        | Periodo        | Primo cittadino       | Partito                                                                     | Carica  | Note   |
| -------------- | -------------- | --------------------- | --------------------------------------------------------------------------- | ------- | ------ |
| 2 agosto 1985  | 29 giugno 1990 | Ubaldo Salimbeni      | Partito Comunista Italiano                                                  | Sindaco | [ 13 ] |
| 6 luglio 1990  | 24 aprile 1995 | Alessandro Bolognesi  | Partito Democratico della Sinistra, Partito Comunista Italiano              | Sindaco | [ 13 ] |
| 24 aprile 1995 | 14 giugno 1999 | Alessandro Bolognesi  | coaliz.democratica                                                          | Sindaco | [ 13 ] |
| 14 giugno 1999 | 14 giugno 2004 | Alessandro Bolognesi  | centro-sinistra                                                             | Sindaco | [ 13 ] |
| 14 giugno 2004 | 8 giugno 2009  | Elettra Lorini        | centro-sinistra                                                             | Sindaco | [ 13 ] |
| 8 giugno 2009  | 26 maggio 2014 | Roberto Izzo          | Partito Democratico, Partito Socialista Italiano                            | Sindaco | [ 13 ] |
| 26 maggio 2014 | 27 maggio 2019 | Roberto Izzo          | Partito Democratico, Partito Socialista Italiano                            | Sindaco | [ 13 ] |
| 27 maggio 2019 | 10 giugno 2024 | Filippo Carlà Campa   | centro-sinistra                                                             | Sindaco | [ 13 ] |
| 10 giugno 2024 | in carica      | Francesco Tagliaferri | Partito Democratico, Movimento 5 Stelle, Officina Vicchio 19 (lista civica) | Sindaco | [ 13 ] |

### Gemellaggi
- Tolmino, dal 1981

## Sport

### Calcio
La principale squadra di calcio della città è stata l'U.S. Vicchio, che militava nelle categorie dilettantistiche toscane. Fallita per mancanza di fondi, ha lasciato il posto ad una nuova formazione, l'A.S.D. Sandro Vignini, incentrata sul calcio giovanile e dilettantistico.